# L'Hypnoglyphe
L'Hypnoglyphe (titre original : The Hypnoglyph) est une nouvelle humoristique de science-fiction de John Anthony, pseudonyme de John Ciardi.

## Parutions
- Parutions aux États-Unis

La nouvelle est parue initialement aux États-Unis dans The Magazine of Fantasy & Science Fiction no 26 en juillet 1953.
- Parutions en France

La nouvelle a été publiée en France pour la première fois dans Fiction Sélection, no 1, éd. OPTA (date indéterminée). Elle a ensuite été publiée dans Fiction no 4, éd. OPTA en mars 1954.
Par la suite, la nouvelle est parue en 1974 dans l'anthologie Histoires d'extraterrestres (rééditions en 1976, 1978, 1984 et 1986).
- Parutions en Italie

La nouvelle a été publiée en Italie en 1954 et 1965 sous le titre L'Ipnoglifo.

## Résumé
Jaris reçoit Maddick à son domicile et lui présente des artefacts extraterrestres qu'il a ramenés de ses pérégrinations spatiales. Il lui présente un petit objet qui semble être en bois, ressemblant à un noyau d'avocat. 
Maddick s'en saisit et se met à caresser délicatement l'objet avec son pouce. Jaris lui explique longuement les raisons de ses voyages et les étranges rencontres qu'il a faites. Il raconte comment il est entré en possession de l'objet et que faute de trouver mieux, il l'a appelé hypnoglyphe. C'est un objet issu d'une graine spéciale, qu'on ne trouve que sur la planète DK 8. Elle sert aux autochtones extraterrestres à attraper des proies : elle a des pouvoirs d'hypnose inouïs, et tous les animaux qui le touchent tombent en son pouvoir. Ses effets sont très puissants. Le dialogue s'amenuise peu à peu, jusqu'à devenir un monologue du seul Jaris, Maddick devenant hypnotisé par l'objet. On apprend dans la dernière page que sur la planète DK-8, il y a très peu de mâles de l'espèce dominante, et que les femelles raffolent des mâles humains.
La nouvelle se termine ainsi :
« Jaris se redressa, toujours le sourire aux lèvres, saisit sur le bureau une petite sonnette curieusement ouvragée et l'agita plusieurs fois.

De l'autre côté de la pièce une porte s'ouvrit, révélant une alcôve plongée dans la pénombre où quelque chose d'énorme et de blême luisait faiblement.

« Il est à point, chérie ! » dit Jaris. »

## Autour de la nouvelle
Dans l'anthologie Histoires d'extraterrestres, chaque nouvelle est précédée d'une courte préface introductive. Celle concernant cette nouvelle explique notamment que : « (...) le point de vue et les éthiques - pour ne rien dire des mœurs - peuvent varier d'un monde à l'autre. Liés à cette notion, toute une série de thèmes longtemps restés tabous ont été utilisés au cours des vingt dernières années. ».